# Carlo Bomans
Carlo Bomans (Bree, Limburgo; 10 de junio de 1963) es un antiguo ciclista belga.

## Biografía
En 1981, se convirtió en campeón de Bélgica junior, en 1983, en campeón de Bélgica militar, después en 1989, campeón de Bélgica profesional. Pasó a profesionales en 1986 y se retiró en 1998. Consiguió 19 victorias a lo largo de su carrera.
Es el seleccionador de los equipos nacionales de Bélgica de ciclismo en ruta masculinos profesionales (desde 2006) y juniors (desde 1998).

## Palmarés
1986
- 1 etapa de la Vuelta a Bélgica

1989
- Campeonato de Bélgica en Ruta
- 1 etapa de la Vuelta a Bélgica
- Druivenkoers Overijse

1990
- 2 etapas del Tour del Mediterráneo
- 1 etapa de la París-Niza
- 1 etapa del Tour de l'Oise

1991
- 1 etapa de la Estrella de Bessèges

1993
- 1 etapa de la Hofbrau Cup
- 3.º en el Campeonato de Bélgica en Ruta

1994
- A través de Flandes
- Gran Premio Raymond Impanis

1996
- E3 Prijs Vlaanderen-Harelbeke

1998
- 2.º en el Campeonato de Bélgica en Ruta

## Resultados en el Tour de Francia

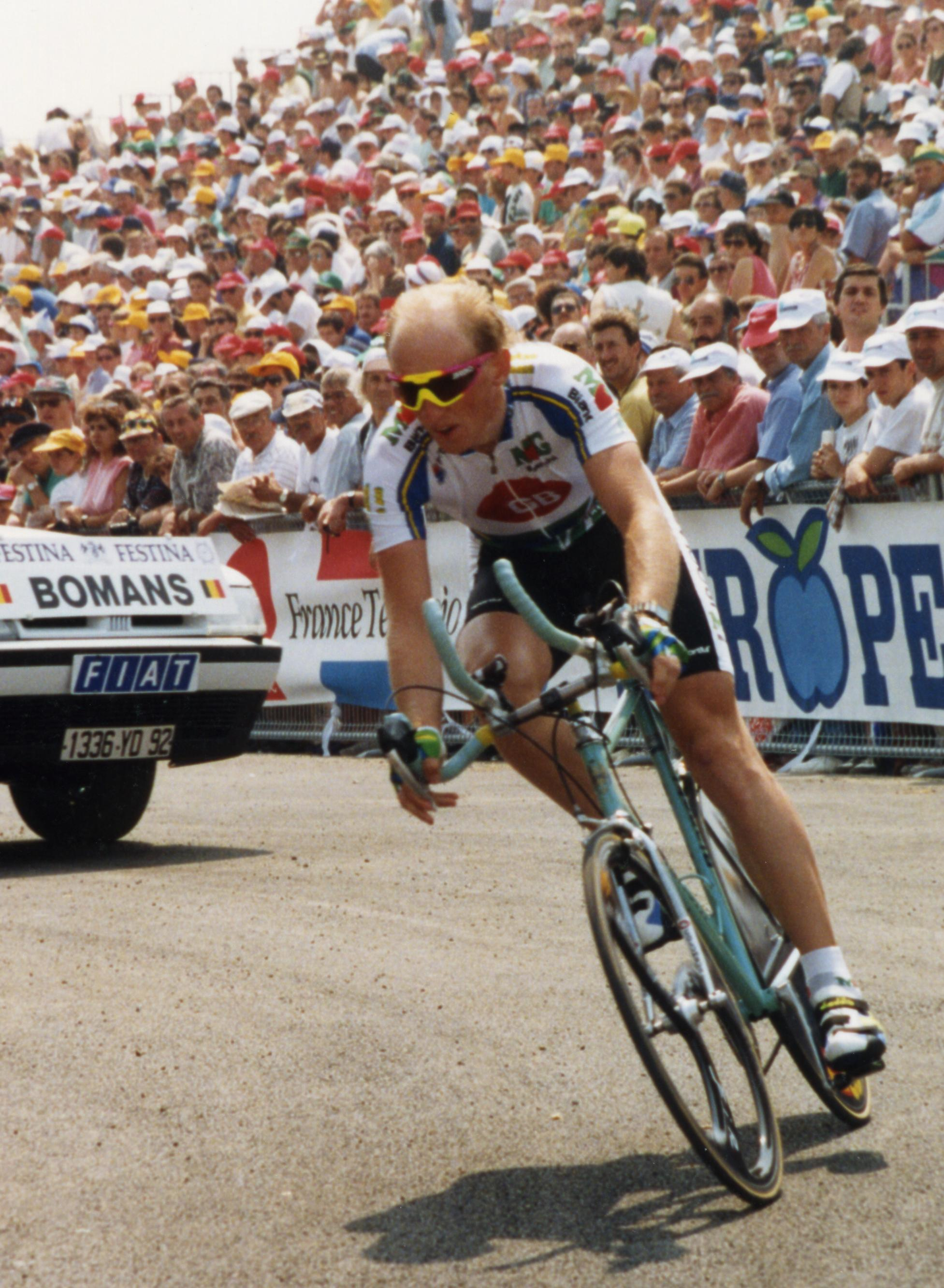
Prólogo del Tour de Francia 1993.

- 1986 : abandono
- 1989  : 137.º
- 1990  : 110.º
- 1991  : abandono
- 1993  : abandono
- 1994  : 76.º
- 1995  : abandono